# The Woman Next Door (film 1919)
The Woman Next Door è un film muto del 1919 diretto da Robert G. Vignola. Prodotto dalla Famous Players-Lasky Corporation e distribuito dalla Paramount Pictures, aveva come interpreti Ethel Clayton, Emory Johnson, Noah Beery, Jane Wolfe, Katherine Griffith, Genevieve Blinn.
La sceneggiatura di Marion Fairfax si basa su Vicky Van, romanzo di Carolyn Wells pubblicato a Filadelfia nel 1918 che uscì anche a puntate su New York Globe e su Argosy Magazine.

## Trama
A New York, Ruth Endicott sposa Randolph Schuyler, un miliardario di mezza età ma, ben presto, si rende conto del fallimento del suo matrimonio: il marito le mostra molta freddezza e, in casa, la giovane moglie viene tiranneggiata dalle cognate, le sorelle zitelle di Schuyler. Così, quando eredita cinquantamila dollari, Ruth tiene nascosta l'eredità e compera con quel denaro la casa adiacente dove potrà essere padrona di sé stessa. Approfittando dell'assenza del marito che si è recato a Chicago con l'amante, Ruth apre le porte della sua nuova residenza sotto il nome di Miss Victoria Allen o "Vicky Van". Tra i suoi ospiti, c'è anche Chester Calhoun, già corteggiatore di Ruth che ora si innamora di "Vicky". Al suo ritorno, Schuyler sente parlare del nuovo salotto al suo club e visita la vicina di casa, solo per scoprire che si tratta della moglie. La sua reazione è estremamente violenta. Quando, qualche ora più tardi, il miliardario viene trovato morto, l'investigatore Stone, che indaga sul delitto, viene condotto involontariamente da Chester davanti alla porta di comunicazione tra le due case. La vera identità di "Vicky Van" viene così scoperta e la donna è accusata dell'omicidio del marito. Ma la vera colpevole è Tibbetts, la cameriera, che ha ucciso Schuyler per salvare la padrona. Stone assicura la cameriera che sarà assolta, mentre Ruth e Chester possono coronare la loro storia d'amore.

## Produzione
Il film - girato con i titoli di lavorazione The Girl Next Door e Vicky Van - fu prodotto dalla Famous Players-Lasky Corporation.

## Distribuzione

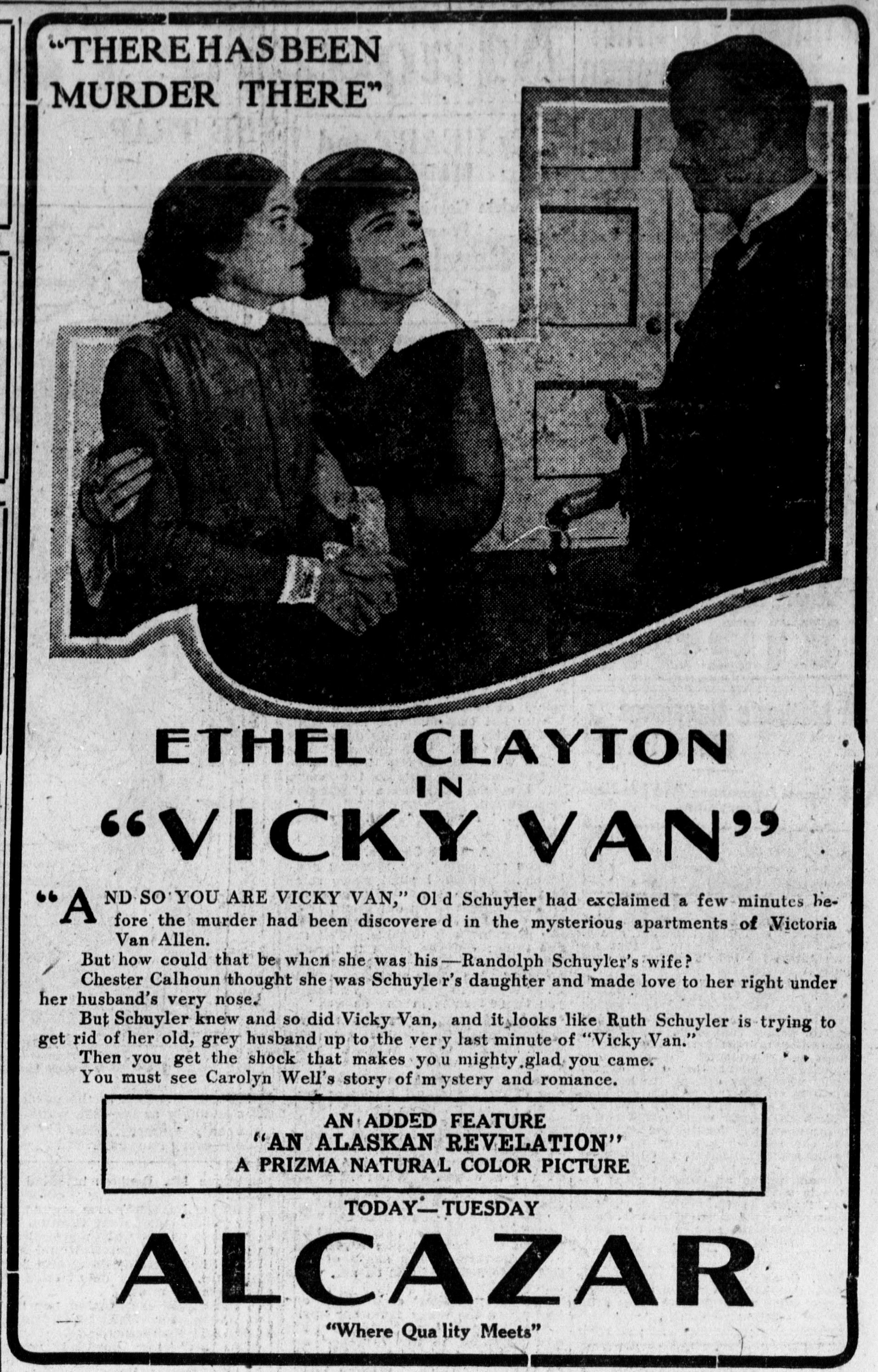
Pubblicità

Il copyright del film, richiesto dalla Famous Players-Lasky Corp, fu registrato con il titolo Vicky Van il 5 aprile 1919 con il numero LP13591.

Distribuito dalla Famous Players-Lasky Corporation e dalla Paramount Pictures, il film - presentato da Jesse L. Lasky - uscì nelle sale cinematografiche degli Stati Uniti il 18 maggio 1919.
Non si conoscono copie ancora esistenti della pellicola che viene considerata presumibilmente perduta.